# I luoghi del potere
I luoghi del potere è il primo album degli Art Fleury, prodotto dalla Italian Records nel 1980.

## Tracce
Lato A
1. Fabbrica rosa
2. Uno spettro si aggira per le brigate Hans Eisler

Lato B
1. E=mc² (La collina del timo)
2. La morte al lavoro